# Chef des opérations navales
Pour les articles homonymes, voir CNO.
Le chef des opérations navales (en anglais : Chief of Naval Operations, CNO) est le chef de l'état-major de l'United States Navy, qui est habituellement un amiral quatre étoiles (Admiral), subordonné direct du secrétaire à la Marine, chargé de la logistique et de l'efficacité opérationnelle des forces navales. Le chef des opérations navales a un rôle administratif plutôt qu'un rôle de commandant direct sur le théâtre des opérations. Il fait partie d'une chaîne de commandement où les tâches sont réparties entre les chefs de service (gestion du personnel et logistique) et les commandants (utilisation des forces militaires).
En tant que membre du Comité des chefs d'état-major interarmées (Joint Chiefs of Staff), le chef des opérations navales est le principal conseiller du président des États-Unis pour les questions concernant la marine. Il est également un conseiller pour le secrétaire à la Défense et le secrétaire à la Marine en période de guerre. Ses assistants sont le vice-chef des opérations navales (VCNO) ainsi que les chefs adjoints (deputy chiefs) des opérations navales (DCNO) accompagnés de plusieurs officiers. Ce groupe est connu sous le nom de Office of the Chief of Naval operations (OpNav). Son quartier général se situe au Washington Navy Yard.
La Marine de la république de Corée emploie également ce titre.

## Liste des chefs des opérations navales
|    | Chief of Naval Operations  | Photo | Début du mandat                        | Fin du mandat     |
| -- | -------------------------- | ----- | -------------------------------------- | ----------------- |
| 1  | ADM William S. Benson      |       | 11 mai 1915                            | 25 septembre 1919 |
| 2  | ADM Robert E. Coontz       |       | 1er novembre 1919                      | 21 juillet 1923   |
| 3  | ADM Edward W. Eberle       |       | 21 juillet 1923                        | 14 novembre 1927  |
| 4  | ADM Charles F. Hughes      |       | 14 novembre 1927                       | 17 septembre 1930 |
| 5  | ADM William V. Pratt       |       | 17 septembre 1930                      | 30 juin 1933      |
| 6  | ADM William H. Standley    |       | 1er juillet 1933                       | 1er janvier 1937  |
| 7  | FADM William D. Leahy      |       | 2 janvier 1937                         | 1er août 1939     |
| 8  | ADM Harold R. Stark        |       | 1er août 1939                          | 2 mars 1942       |
| 9  | FADM Ernest J. King        |       | 2 mars 1942                            | 15 décembre 1945  |
| 10 | FADM Chester W. Nimitz     |       | 15 décembre 1945                       | 15 décembre 1947  |
| 11 | ADM Louis E. Denfeld       |       | 15 décembre 1947                       | 2 novembre 1949   |
| 12 | ADM Forrest P. Sherman     |       | 2 novembre 1949                        | 22 juillet 1951   |
| 13 | ADM William M. Fechteler   |       | 16 août 1951                           | 17 août 1953      |
| 14 | ADM Robert B. Carney       |       | 17 août 1953                           | 17 août 1955      |
| 15 | ADM Arleigh A. Burke       |       | 17 août 1955                           | 1er août 1961     |
| 16 | ADM George W. Anderson Jr. |       | 1er août 1961                          | 1er août 1963     |
| 17 | ADM David L. McDonald      |       | 1er August 1963                        | 1er août 1967     |
| 18 | ADM Thomas H. Moorer       |       | 1er août 1967                          | 1er juillet 1970  |
| 19 | ADM Elmo R. Zumwalt        |       | 1er juillet 1970                       | 29 juin 1974      |
| 20 | ADM James L. Holloway III  |       | 29 juin 1974                           | 1er juillet 1978  |
| 21 | ADM Thomas B. Hayward      |       | 1er juillet 1978                       | 30 juin 1982      |
| 22 | ADM James D. Watkins       |       | 30 juin 1982                           | 30 juin 1986      |
| 23 | ADM Carlisle A.H. Trost    |       | 1er juillet 1986                       | 29 juin 1990      |
| 24 | ADM Frank B. Kelso II      |       | 29 juin 1990                           | 23 avril 1994     |
| 25 | ADM Jeremy M. Boorda       |       | 23 avril 1994                          | 16 mai 1996       |
| 26 | ADM Jay L. Johnson         |       | 16 mai 1996                            | 21 juillet 2000   |
| 27 | ADM Vern Clark             |       | 21 juillet 2000                        | 22 juillet 2005   |
| 28 | ADM Michael Mullen         |       | 22 juillet 2005                        | 29 septembre 2007 |
| 29 | ADM Gary Roughead          |       | 29 septembre 2007                      | 23 septembre 2011 |
| 30 | ADM Jonathan W. Greenert   |       | 23 septembre 2011                      | 18 septembre 2015 |
| 31 | ADM John M. Richardson     |       | 18 septembre 2015                      | 22 août 2019      |
| 32 | ADM Michael M. Gilday      |       | 22 août 2019                           | 14 août 2023      |
| 33 | ADM Lisa M. Franchetti     |       | 14 août 2023 (intérim) 2 novembre 2023 | 21 février 2025   |
| -  | ADM James W. Kilby         |       | 21 février 2025                        | intérim           |